# トオーン
トオーン（古希: Θόων, Thóōn）は、ギリシア神話に登場する人物の名前。
- ギガースの一人。ギガントマキアーで、アグリオスとともに運命の三女神モイライに青銅の棍棒で殴り殺された[2]。
- トロイア人の一人。パイノプスの子で、クサントスの双子の兄。クサントスとともにディオメーデースによって殺された[3]。
- トロイア人の一人。アカイアの城壁を攻撃しているところをアンティロコスに殺された[4]。
- トロイア人のリュキアの盟友。オデュッセウスによって殺された[5]。
- ペルシア人の一人。オデュッセウスを記念する運動会の参加者である[6]。
- ディオニューソスのインド人との戦いで軍隊を率いた戦士の一人。コリュムバーソスによって殺された[7]。
- スパルタのイーカリオスとエウリュピュロスの娘アステロディアーの子[8]。彼の兄弟はアマシカス、パレレオース、パイレムメリアス、ペリレオース（英語版）、ラオディケー（英語版）[9]やラーオダメイア[10]。